# Elson Hooi
Elson Quincy Hooi (ur. 1 października 1991 w Willemstad) – piłkarz z Curaçao grający na pozycji skrzydłowego w ADO Den Haag i reprezentacji Curaçao.

## Kariera
Jego pierwszym seniorskim klubem była NAC Breda. Był z niej wypożyczany do Viborg FF i FC Volendam. W 2016 toku przeniósł się do cypryjskiego Ermis Aradipu. Następnie występował w Vendsyssel FF. Od 2017 roku gra w ADO Den Haag.
W dorosłej reprezentacji Curaçao Hooi zadebiutował 5 czerwca 2015 w meczu z Trynidadem i Tobago. Pierwszego gola zdobył w meczu z Jamajką 26 czerwca 2017 roku. Znalazł się w kadrze na Złoty Puchar CONCACAF 2017 i 2019.